# Heinrich Doehle
Richard Heinrich 'Heini' Doehle (* 23. September 1883 in Straßburg, Reichsland Elsaß-Lothringen; † 3. September 1963 in Badenweiler) war ein deutscher Staatsbeamter.

## Leben und Wirken

### Frühe Jahre
Doehle studierte Rechtswissenschaften an den Universitäten Straßburg und Erlangen, wo er 1907 mit einer Schrift über Den Verwendungsanspruch des Besitzes zum Dr. jur promovierte. Während seines Studiums in Straßburg lernte er Otto Meissner kennen, der ebenfalls Jura studierte und, wie auch Doehle seit 1901 selbst, der Straßburger Burschenschaft Germania angehörte. Später waren beide Männer zusammen in der deutschen Eisenbahnverwaltung im Elsass tätig.

### Tätigkeit im Büro des Reichspräsidenten/Präsidialkanzlei
Nach dem Ersten Weltkrieg war Doehle zunächst bei der im Reichsministerium des Innern eingerichteten Fürsorgestelle für elsaß-lothringische Flüchtlinge tätig. Anschließend wurde er dem Berliner Polizeipräsidium zugeteilt.
Am 20. August 1919 erhielt Doehle auf Empfehlung von Otto Meissner eine Stelle im Büro des Reichspräsidenten, in das Meissner kurz zuvor als Staatssekretär des Staatsoberhauptes berufen worden war. Er blieb in den folgenden 26 Jahren im Büro des Reichspräsidenten (das ab 1934 als Präsidialkanzlei firmierte) tätig und amtierte nacheinander als Referent, Oberregierungsrat, Ministerialrat, Ministerialdirigent und Unterstaatssekretär. In dieser Eigenschaft diente er zuerst den Reichspräsidenten Friedrich Ebert (1919 bis 1925) und Paul von Hindenburg (1925 bis 1934) sowie schließlich Adolf Hitler, nachdem dieser 1934 das Amt des Reichspräsidenten mit dem des Kanzlers zusammenlegte und auf seine Person vereinigte, ohne den Titel des Präsidenten zu führen.
Im Büro des Staatsoberhauptes betreute Doehle in den 1920er und frühen 1930er Jahren vor allem die Bereiche „Innenpolitik“ und „Gnadensachen“. Dies brachte es mit sich, dass Doehle Ebert bzw. Hindenburg täglich über die Ereignisse und Entwicklungen in allen wichtigen innenpolitischen und Gnadenangelegenheiten informierte und beriet. Außerdem war er – neben Meissner – der wichtigste Rechtsberater des Reichspräsidenten. Für den ersten Reichspräsidenten, Friedrich Ebert, wohnte Doehle regelmäßig den Reichstagssitzungen bei, um den Präsidenten anschließend – und meist auch zwischendurch, per Telefon – über die Ereignisse im Parlament und den Gang der dortigen Verhandlungen zu informieren. Während des Kapp-Lüttwitz-Putsches im März 1920 agierte Doehle als Kurier zwischen den nach Dresden geflohenen Regierungsmitgliedern und dem Reichspräsidenten einerseits und den in Berlin verbliebenen Kabinettsmitgliedern andererseits.
1931 heiratete Doehle Helene, geb. Heerdt, welche im vorangegangenen Jahr von Ralph Zürn (1873–1930) geschieden worden war.
Doehle schloss sich zum 1. Mai 1937 der NSDAP an (Mitgliedsnummer 3.934.062). Er trat zum 9. November 1938 der SS als Sturmbannführer bei (SS-Nummer 309.078) und wurde zum 9. November 1940 zum SS-Oberführer befördert. Den (nominellen) Höhepunkt seiner Karriere erreichte er im „Dritten Reich“, als er im Jahre 1942 von Hitler anlässlich seiner Ernennung zum Unterstaatssekretär in der Präsidialkanzlei zum Leiter der „Ordenskanzlei des Führers und Reichskanzlers“ ernannt wurde.
Auf Doehle geht der Vorschlag zurück die Tapferkeits- und Verdienstauszeichnung für Angehörige der Ostvölker einzuführen.

### Nach dem Zweiten Weltkrieg
Nach dem Zweiten Weltkrieg wurde Doehle zum Vorsitzenden des Bundes der verdrängten Beamten im Deutschen Beamtenbund (Verbaost) gewählt. Diesen repräsentierte Doehle, als eine in der Öffentlichkeit relativ bekannte Persönlichkeit, vor allem nach außen. Im Mai 1955 trat Doehle aus gesundheitlichen Gründen von seinem Amt zurück.
Doehles Lebenserinnerungen befinden sich als Privatdruck im Bundesarchiv Koblenz. Sie beschreiben vor allem politische Ereignisse, die Doehle aus nächster Nähe miterlebte, enthalten aber, nach Einschätzung von Eberhard Kolb, nur „recht wenig an Informationen“ über den internen Ablauf des Büros.

## Schriften
- Der Verwendungsanspruch des Besitzers, Erlangen 1907. (Dissertation)
- Orden und Ehrenzeichen im Dritten Reich, 1939.
- Die Orden und Ehrenzeichen des Großdeutschen Reichs, 1941.
- Die Auszeichnungen des Großdeutschen Reichs – Orden, Ehrenzeichen, Abzeichen, 1943 bis 1945.